# Zoë Wanamaker
Pour les articles homonymes, voir Wanamaker.
Zoë Wanamaker, née le 13 mai 1949 à New York, est une actrice américano-britannique.

## Biographie
Zoë Wanamaker est la fille de Sam Wanamaker, un acteur et réalisateur américain et de Charlotte Holland, une actrice canadienne. Ses grands-parents paternels étaient des immigrants ukrainiens de confession juive qui s'étaient installés à Chicago. Ses deux parents étaient juifs mais elle reçut une éducation laïque.
À l'âge de 3 ans, elle quitte les États-Unis lorsque son père est mis sur une liste noire lors du maccarthysme. Elle connaît des difficultés scolaires et on lui diagnostique une dyslexie. Elle est finalement autorisée à ne plus suivre les cours de mathématiques, « Il n'y avait pas d'espoir... J'étais partie dans le monde des fées ! »
A l'école, elle décide de devenir actrice. Des années plus tard, elle intègre la Royal Academy of Dramatic Art et rejoint la Royal Shakespeare Company. Elle connaît rapidement le succès en recevant un Tony Awards pour la pièce Once in a Lifetime.
En 2000, elle obtient la nationalité britannique spécialement pour être faite Commandeur de l'Ordre de l'Empire britannique (CBE).

## Filmographie

### Cinéma

#### Longs métrages
- 1988 : The Raggedy Rawney de Bob Hoskins : Elle
- 1997 : Oscar Wilde de Brian Gilbert : Ada Leverson
- 1997 : Au cœur de la tourmente (Swept from the Sea) de Beeban Kidron : Mary Foster
- 2001 : Harry Potter à l'école des sorciers (Harry Potter and the Philosopher's Stone) de Chris Columbus : Professeur Bibine
- 2004 : Cinq Enfants et moi (Five Children and It) de John Stephenson : Martha
- 2010 : It's a Wonderful Afterlife (en) de Gurinder Chadha : Mrs Goldman
- 2011 : My Week with Marilyn de Simon Curtis : Paula Strasberg

#### Court métrage
- 2014 : Captcha d'Ed Tracy

### Télévision

#### Séries télévisées
- 1971 : Take Three Girls : Jackie
- 1973 : Between the Wars : Ada Abbott
- 1973 : Spy Trap : Muriel
- 1974 : Jennie : Pearl Craigie
- 1975 : Village Hall : Shirley Chatsfield
- 1975 : Crown Court : Joan Carmichael
- 1978 : La Couronne du diable (The Devil's Crown) : Berengaria de Navarre
- 1985 : Edge of Darkness : Clementine "Clemmy"
- 1986 : Paradise Postponed : Charlie Fanner
- 1987 : Bizarre, bizarre (Tales of the Unexpected) : Margaret Smythe
- 1990 : Theatre Night : Emilia
- 1991 : Inspecteur Morse (Inspector Morse) : Emma Pickford
- 1991 : Suspect numéro 1 (Prime Suspect) : Moyra Henson
- 1992 : Shakespeare: The Animated Tales : Lady Macbeth (voix)
- 1992 : Screen Two : Olive Mannering
- 1992 : The Blackheath Poisonings : Charlotte Collard
- 1992 - 1994 : Love Hurts : Tessa Piggott / Tessa Carver
- 1993 : The Countess Alice : Connie
- 1995 : Performance : Mrs Holroyd
- 1997 : Great Performances : Elle-même
- 1997 : A Dance to the Music of Time : Audrey Maclintick
- 1999 : Le Monde magique des léprechauns (The Magical Legend of the Leprechauns) : Mary Muldoon
- 2000 : Gormenghast : Clarice Groan
- 2000 - 2011 : Ma tribu (My Family) : Susan Harper
- 2001 : Adrian Mole: The Cappuccino Years : Tania Braithwaite
- 2005 : Miss Marple (Agatha Christie's Marple) : Letitia Blacklock
- 2005 - 2006 : Doctor Who : Lady Cassandra
- 2006 : Johnny and the Bomb : Mlle Tachyon
- 2006 / 2008 / 2010 / 2013 : Hercule Poirot (Agatha Christie's Poirot) : Ariadne Oliver
- 2012 : Playhouse Presents : La femme
- 2015 : Mr Selfridge : Princess Marie Wiasemsky de Bolotoff
- 2017 - 2021 : Britannia : Reine Antedia
- 2018 : Inside No. 9 : Paula
- 2018 : Girlfriends : Gail
- 2019 : Killing Eve : Helen Jacobson
- 2019 : Worzel Gummidge : Lady Bloomsbury Barton
- 2021 - 2023 : Shadow and Bone : La Saga Grisha (Shadow and Bone) : Baghra
- 2022 : The Man Who Fell to Earth : Watt
- 2023 : The Cleaner : Lucille
- 2023 : Black Ops : Celia Herrington

#### Téléfilms
- 1975 : The Confederacy of Wives de Peter Duguid : Corinna
- 1977 : A Christmas Carol de Moira Armstrong : Belle
- 1982 : Inside the Third Reich de Marvin J. Chomsky : Annemarie Kempf
- 1982 : Baal d'Alan Clarke : Sophie
- 1983 : The Tragedy of Richard III de Jane Howell : Lady Anne
- 1987 : Barbara Hutton, destin d'une milliardaire (en) (Poor Little Rich Girl: The Barbara Hutton Story) de Charles Jarrott : Jean Kennerly
- 1989 : Ball-Trap on the Cote Sauvage de Jack Gold : Sarah Marriot
- 1989 : The Dog It Was That Died de Peter Wood : Bildebeck
- 1990 : Othello de Trevor Nunn : Emilia
- 1995 : The English Wife de Simon Shore : Caroline Griveau
- 1999 : David Copperfield de Simon Curtis : Jane Murdstone
- 2005 : The Real Amityville Horror, documentaire de Craig Collinson et Nick Freand Jones : Narrateur
- 2005 : A Waste of Shame: The Mystery of Shakespeare and His Sonnets de John McKay (en) : Comtesse de Pembroke
- 2007 : The Old Curiosity Shop de Brian Percival : Mlle Jarley
- 2013 : Wodehouse in Exile de Tim Fywell : Ethel Wodehouse

### Jeux vidéos
- 2008 : Fable 2 : Thérésa (voix)
- 2010 : Fable 3 : Thérésa (voix)
- 2012 : Fable: The Journey : Thérésa (voix)

## Distinctions

### Récompenses
- Laurence Olivier Awards 1979 : Meilleure actrice dans une reprise pour Once in a Lifetime
- Broadcasting Press Guild Awards 1993 : Meilleure actrice pour Love Hurts
- Laurence Olivier Awards 1998 : Meilleure actrice pour Electra
- Festival de la Rose d'or de Lucerne 2005 : Meilleure actrice de sitcom pour Ma tribu

### Nominations
- British Academy Television Awards 1992 : Meilleure actrice pour Suspect numéro 1
- British Academy Television Awards 1993 : Meilleure actrice pour Love Hurts
- British Academy Film Awards 1998 : Meilleure actrice dans un second rôle pour Oscar Wilde